# Affaire Virginius
Guerre des Dix Ans (1868-1878)
L'Affaire Virginius (parfois appelé l'Incident Virginius) était une dispute diplomatique qui se déroula durant la guerre des Dix Ans, entre octobre 1873 et février 1875, entre les États-Unis, le Royaume-Uni et l'Espagne qui contrôlait alors Cuba.
Le Virginius était un navire américain engagé par des insurgés cubains, en lutte pour leur indépendance, afin de débarquer des hommes et des munitions à Cuba pour attaquer l'Espagne. 
Le Virginius capturé par la corvette espagnole Tornado, les espagnols voulurent exécuter les hommes d'équipage de nationalité américaine et britannique pour piraterie. L'Espagne exécuta 53 de ces hommes mais suspendit la sentence à la demande du Royaume-Uni, tandis que les Américains menacèrent d'entrer en guerre contre l'Espagne. 
Au cours de longues négociations, le gouvernement espagnol avait subi plusieurs changements de gouvernement. Le consul américain Caleb Cushing négocia la somme de 80 000 dollars US de réparations à verser aux familles américaines dont les membres furent exécutés. Les familles britanniques ont été indemnisées avant les familles américaines par le gouvernement espagnol. 
L'incident a été remarquable par les efforts diplomatiques déployés par le secrétaire d'État du président Ulysses S. Grant, Hamilton Fish, afin d'éviter d’entraîner les États-Unis et l'Espagne dans une guerre coûteuse.